# Kriegsverbrecherprozess von Charkow
Der Kriegsverbrecherprozess von Charkow fand vom 15. bis 18. Dezember 1943 in der ukrainischen Stadt Charkow (ukr.: Charkiw) gegen drei deutsche Militärangehörige und einen ukrainischen Kollaborateur statt. Es war der erste öffentliche Kriegsverbrecherprozess des Zweiten Weltkrieges gegen deutsche Soldaten. Anders als bei den Schauprozessen während der Säuberungen Stalins in den Dreißigerjahren mussten strafrechtlich relevante Tatbestände nicht eigens erfunden werden, deshalb der Begriff Kriegsverbrecherprozess.

## Hintergrund
Die Wehrmacht besetzte im Oktober 1941 durch die Heeresgruppe Süd Charkow und im Dezember wurde die jüdische Bevölkerung in einem Ghetto interniert und durch die Einsatzgruppe C (Sonderkommando 4a unter Paul Blobel) hauptsächlich in der Schlucht Drobyzkyj Jar erschossen. Nach dem Kommissarbefehl des Oberkommandos der Wehrmacht wurden politische Kommissare, Partisanen, Saboteure und Juden erschossen. Millionen von kriegsgefangenen russischen Soldaten starben in deutscher Gefangenschaft an Unterversorgung und Kälte. Die russische Seite führte zwar standrechtliche Hinrichtungen an deutschen Gefangenen durch, ein öffentlicher Prozess hatte aber nur gegen Kollaborateure in Krasnodar im Juli 1943 stattgefunden.
Am 1. November 1943 kamen die Außenminister des Vereinigten Königreichs, der USA und der Sowjetunion in der Moskauer Erklärung überein, dass Deutsche, die an Gräueltaten, Massakern und Hinrichtungen beteiligt waren, in den Ländern strafrechtlich belangt würden, in denen sie die Taten ausgeführt hatten.

## Anklage
Nach einigen Umdispositionen standen in Charkow drei Deutsche und ein ukrainischer Kollaborateur vor Gericht. Als internationale Rechtsgrundlage wurde erstmals die Moskauer Erklärung herangezogen, die die Verurteilung von Kriegsverbrechern im jeweiligen Tatland vorsah und der Ukas 43 vom April 1943 bildete die nationale Rechtsgrundlage. Der Anklagevorwurf bezog sich auf tausendfachen Mord an sowjetischen Bürgern durch Gaswagen, die systematische Zerstörung von Städten und das Erschießen von verwundeten Kriegsgefangenen.
| Name              | Alter    | Rang und Funktion |
| ----------------- | -------- | --- |
| Wilhelm Langheld  | 52 Jahre | Hauptmann bei der Abwehr, Offizier der militärischen Gegenspionage Kommandant eines Kriegsgefangenenlagers                     |
| Hans Ritz         | 24 Jahre | SS-Untersturmführer beim Sicherheitsdienst Führer einer SS-Kompanie, welches dem Sonderkommando des SD Charkow unterstellt war |
| Reinhard Retzlaff | 36 Jahre | Feldwebel der Hilfspolizei, Beamter der 560. Gruppe der Geheimen Feldpolizei der Stadt Charkow                                 |
| Mikhail Bulanov   | 26 Jahre | Fahrer beim Sicherheitsdienst                                                                                                  |

Alle Angeklagten bekannten sich schuldig und verwiesen darauf, dass die Hauptschuld beim verbrecherischen NS-Regime und ihren Vorgesetzten liege, da sie auf Befehl gehandelt hätten. Der Chefankläger Dunayev wies in seinem Schlussplädoyer noch einmal ausdrücklich darauf hin, dass die Angeklagten auf höheren Befehl gehandelt hätten, dass sie Handeln auf Befehl gemäß dem Leipziger Urteil von 1921 im Fall Llandovery Castle aber nicht von persönlicher Schuld befreie.
Im Urteil wurde festgestellt: Langfeld hatte als Abwehroffizier durch die Erpressung und Folterung von Zivilisten und Kriegsgefangenen und die Fälschung von Untersuchungen die Erschießung von etwa hundert Unschuldigen herbeigeführt. Ritz nahm als Mitglied des SD-Sonderkommandos an der Folterung und Erschießung von Zivilisten in der Gegend von Podvorki und in Taganrog teil und erpresste ebenfalls Falschaussagen. Retzlaff erpresste durch Folter Falschaussagen und brachte Menschen in den Gaswagen. Bulanov nahm an der Erschießung von sechzig Kindern teil und war Fahrer eines Gaswagens.
In der Nacht vom 18. auf den 19. Dezember wurden alle vier Angeklagten zum Tode verurteilt und am gleichen Tag öffentlich auf dem Hauptplatz von Charkow gehängt.

## Dokumentation der deutschen Gräueltaten
In Charkow sollte der organisierte Charakter und das Ausmaß deutscher Verbrechen dargestellt werden. Die Angeklagten mussten ihre Taten entsprechend der sowjetischen Strafprozessordnung nochmals vor Gericht beschreiben und es wurde hervorgehoben, dass sie aus eigener Verantwortung aber auf höheren Befehl an den Taten beteiligt waren. Nach den Angeklagten, die nur relativ kurze Zeit in Charkow stationiert waren, sagten als Zeugen Einwohner (einschließlich Klinikpersonal) als auch deutsche Kriegsgefangene und forensische Experten, die an der Untersuchung von Massengräbern beteiligt waren, über die Vorgänge im Raum Charkow aus. Die Zahl der ermordeten Menschen wurde vorläufig anhand der Zeugenaussagen auf 33.000 geschätzt.

## Öffentlichkeit

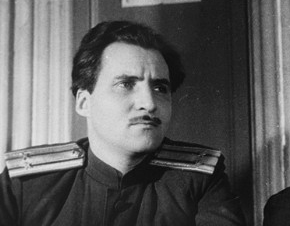
Kriegsberichterstatter Konstantin Michailowitsch Simonow beim Prozess

Der Prozess wurde zum 2. Jahrestag des Massakers von Drobyzkyj Jar vor einem großen Publikum im Theater von Charkow abgehalten. Ein Film The Trial Goes On wurde gedreht und in den Moskauer Kinos gezeigt, ausländische Journalisten und Diplomaten waren eingeladen und der Verhandlungstext wurde vollständig in englischer Sprache publiziert.
Publizistisches Ziel waren verschiedene Gruppen:
- Die eigene Bevölkerung sollte im Kampf gegen die verbrecherischen Faschisten bestärkt werden und die wirksame Bestrafung der Täter demonstriert werden.
- Gegenüber den westlichen Verbündeten und deren Bürgern, sollte das bisher unvorstellbare Ausmaß der sowjetischen Opfer und das rechtmäßige Vorgehen der Sowjetunion demonstriert werden und potentiellen Reputationsverlusten durch erfolgte oder künftige standrechtliche Hinrichtungen vorgebeugt werden.[14] Außerdem sollte der öffentliche Druck auf die Westalliierten zur strafrechtlichen Verfolgung von deutschen Kriegsverbrechen erhöht werden.
- Die deutschen Truppen und deren Befehlshaber sollten von weiteren Gräueltaten beim Rückzug aus der Sowjetunion abgehalten werden.

## Reaktionen
Die amerikanische Seite und die Engländer befürchteten, dass die deutsche Seite mit Gegenmaßnahmen gegen alliierte Kriegsgefangene die Situation nutzen würde, um Spannungen zwischen der Sowjetunion und den Westalliierten zu provozieren. Nach einem deutschen Protest im Januar erfolgte im März 1944 die Ankündigung, dass Prozesse vor allem gegen Bomberbesatzungen wegen Terrorangriffen schon weit vorbereitet wären, aber noch zurückgestellt würden, falls von anglo-amerikanischer Seite keine Prozesse begonnen würden.
Als zwei britische Zeitungen vorsichtige Kritik an dem Prozess äußerten, ging der russische Strafrechtler Aron Naumowitsch Trainin darauf ein. Er erklärte sarkastisch, dass die Zeitungsschreiber in England geduldiger auf die Prozesse gegen die Übeltäter Hitlers warten könnten, als die Einwohner von Charkow und Kiew, die die Gräueltaten der Besatzung erlebt hätten.
Er hob zwei juristische Aspekte hervor: Soldaten würden ihren Anspruch auf humane Behandlung, den die Haager Landkriegsordnung (Art. 4) vorsieht, schon bei der Ausführung derart schlimmer Straftaten verlieren, da das Kriegsrecht keine Doppelrolle als Bandit und Militärperson zulasse. Die Untaten wären von den Angeklagten eigenhändig ausgeführt worden und dafür rechtfertigt das Handeln auf Befehl keinen Strafausschluss.

## Film
- Der Charkow Prozess, Dokumentarfilm, Chronoshistory